# Cripple Creek
Cripple Creek és una població dels Estats Units, seu del comtat de comtat de Teller, a l'estat de Colorado. Segons el cens del 2000 tenia 1.115 habitants. El 1894 va tenir lloc la vaga de Cripple Creek, una de les poques on l'exèrcit va donar suport als vaguistes.

## Demografia
Segons el cens del 2000, Cripple Creek tenia 1.115 habitants, 494 habitatges, i 282 famílies. La densitat de població era de 381 habitants per km².
Dels 494 habitatges en un 23,3% hi vivien nens de menys de 18 anys, en un 44,7% hi vivien parelles casades, en un 7,9% dones solteres, i en un 42,9% no eren unitats familiars. En el 30,4% dels habitatges hi vivien persones soles el 4,9% de les quals corresponia a persones de 65 anys o més que vivien soles. El nombre mitjà de persones vivint en cada habitatge era de 2,26 i el nombre mitjà de persones que vivien en cada família era de 2,82.
Per edats la població es repartia de la següent manera: un 22,2% tenia menys de 18 anys, un 10,4% entre 18 i 24, un 29,2% entre 25 i 44, un 30,2% de 45 a 60 i un 8% 65 anys o més.
L'edat mediana era de 39 anys. Per cada 100 dones de 18 o més anys hi havia 100 homes.
La renda mediana per habitatge era de 39.261 $ i la renda mediana per família de 41.685 $. Els homes tenien una renda mediana de 27.600 $ mentre que les dones 25.000 $. La renda per capita de la població era de 19.607 $. Entorn del 4,7% de les famílies i el 6,4% de la població estaven per davall del llindar de pobresa.

## Poblacions més properes
El següent diagrama mostra les poblacions més properes.